# Padiisetov kip
Padiisetov ali Pateesetov kip, znan tudi kot Vezirjev kip, ki ga je prisvojil Padiiset, ja kip iz bazalta, ki so ga odkrili leta 1894 v vzhodni Nilovi delti. Na kipu je tudi napis, ki omenja trgovanje med Egiptom in Kanaanom v tretjem vmesnem obdobju Egipta. Kip je razstavljen v Walters Art Museum.
Na kipu je zadnja znana omemba Kanaana, 300 let mlajša od prejšnje znane omembe.
Kip je izdelan iz črnega bazalta in meri 11,5 x 10,25 x 30,5 cm. Narejen je bil v Srednjem kraljestvu v spomin na faraonovega vezirja. Znanstveniki so prepričani, da je bil tisoč let kasneje izvirni napis izbrisan in nadomeščen z napisoma na prednji in zadnji strani kipa, ki omenjata Pa-di-iseta in čaščenje bogov Ozirisa, Hora in Izide.
Napisi na kipu se berejo:
Ozirisova Ka: Pa-di-iset, pravični, sin Apija.
Edini ugledni  (in) nepristranski odposlanec/pooblaščenec/poročevalec  iz/za Kanaan, iz/za Peleset, Pa-di-iset, sin Apija.